# 라데온 RX 9000 시리즈
라데온 RX 9000 시리즈(Radeon RX 9000 series)는 AMD가 개발한 소비자용 그래픽 처리 장치 시리즈로, RDNA 4 아키텍처를 기반으로 한다. 이 시리즈는 메인스트림 시장을 목표로 하며 라데온 RX 7000 시리즈의 후속작이다.

## 배경
AMD는 2024년 10월 2024년 3분기 실적 발표에서 RDNA 4가 2025년 초에 출시될 것이라고 확인했으며, 리사 수 CEO는 해당 아키텍처가 "크게 향상된 광선 추적 성능을 제공하고 새로운 인공지능 기능을 추가한다"고 밝혔다.
2024년 12월, 레딧에서 콜 오브 듀티: 블랙 옵스 6와 연계된 AMD 광고 캠페인에 라이젠 9 프로세서와 라데온 RX 9070 XT 레퍼런스 디자인으로 보이는 이미지가 나타났다.
라데온 RX 9000 시리즈와 RDNA 4 아키텍처는 2025년 1월 6일 라스베이거스에서 열린 AMD의 소비자 가전 전시회 기조연설에서 공식적으로 미리 공개되었다. AMD는 CES 기조연설에서 RDNA 4 아키텍처나 라데온 RX 9000 시리즈에 대한 구체적인 내용을 자세히 밝히지 않았다. 라데온 RX 9000 시리즈는 라데온 RX 7000 시리즈와 같이 하이엔드에서 엔비디아와 경쟁하기보다는 미드레인지 성능과 가치를 목표로 한다. 이는 2019년 라데온 RX 5000 시리즈가 채택한 접근 방식과 유사하다. 2025년 1월 8일, 미국 소매업체 B&H가 1월 23일부터 라데온 RX 9000 시리즈 사전 주문을 시작할 것이라는 보도가 나왔다.
라데온 RX 9070 시리즈는 2025년 2월 28일 AMD 라이브 스트림 행사에서 공개되었다.

## 특징

### RDNA 4 아키텍처
라데온 RX 9000 시리즈에 사용된 RDNA 4 아키텍처는 AMD에 따르면 개선된 광선 추적 성능과 확장된 AI 가속 기능에 중점을 두고 있으며, "최적화된" 컴퓨트 유닛 디자인을 특징으로 한다.

### RDNA 4 아키텍처의 주요 특징
- TSMC 4nm 공정으로 제작된 RDNA 4 아키텍처 (TSMC 4N Gen 5 디스플레이 엔진)[11]
- 향상된 레이 트레이싱 성능과 이미지 품질을 위한 재설계된 3세대 레이트레이싱 가속기가 포함된 AMD RDNA 4 컴퓨트 유닛[12]
- AI 워크로드를 위한 최대 4배 FP16 및 8배 INT8 처리량을 가능하게 하는 FP16, INT8 연산 및 희소성(Sparsity) 가속을 지원하는 2세대 AI 가속기[12]
- 고급 AI 기반 업스케일링 및 프레임 생성을 위한 Radeon Super Resolution, FidelityFX Super Resolution 4, Radeon Anti-Lag 24, Radeon Boost 및 AMD Fluid Motion Frames 2.1을 결합한 AMD HYPR-RX1 기술[12]
- 고대역폭 GPU-CPU 통신을 위한 PCIe 5.0 지원[12]
- 높은 재생률과 해상도를 지원하는 DisplayPort 2.1a 및 HDMI 2.1b를 포함한 디스플레이 연결[12]
- 메모리 지연 시간을 줄이고 대역폭 효율성을 높이기 위한 최대 64MB 캐시의 AMD Infinity Cache 3세대[12]
- 모델 및 인터페이스 너비에 따라 최대 640GB/s 메모리 대역폭을 갖춘 최대 16GB GDDR6를 지원하는 메모리 서브시스템[12]
- 초고속 비디오 인코딩/디코딩 및 향상된 스트리밍 기능을 위해 최적화된 고급 미디어 엔진[12]
- 전용 멀티 GPU 또는 NVLink 동등 지원 없음 (단일 GPU 확장성에 중점)[12]
- RDNA 4 아키텍처의 배정밀도(FP64) 성능은 단정밀도(FP32)보다 상당히 낮으며, HPC 사용 사례보다는 주로 게임 및 AI 워크로드에 최적화됨[12]

### FSR 4
피델리티FX 슈퍼 레졸루션 4(FSR 4)는 AMD의 첫 번째 머신 러닝 업스케일링 솔루션으로, RDNA 4 아키텍처의 2세대 AI 가속기 코어를 활용할 수 있다. AMD는 하드웨어 가속이 필요하기 때문에 FSR 4가 라데온 RX 9000 시리즈로 제한된다고 밝혔다. 콜 오브 듀티: 블랙 옵스 6가 FSR 4 업스케일링 지원을 통합하는 첫 번째 타이틀이 될 것이다.

## 제품

### 데스크톱
| 라데온 RX            | 라데온 RX                             | 9060 XT                           | 9070 GRE                          | 9070                              | 9070 XT                           |
| -------------------- | ------------------------------------- | --------------------------------- | --------------------------------- | --------------------------------- | --------------------------------- |
| 출시일               | 출시일                                | 2025년 6월 5일                    | 2025년 5월 8일                    | 2025년 3월 6일                    | 2025년 3월 6일                    |
| 출시 권장소비자가격  | 출시 권장소비자가격                   | $299 (8GB) $349 (16GB)            | ¥4,199                            | $549                              | $599                              |
| GPU 다이             | GPU 다이                              | Navi 44                           | Navi 48 XL                        | Navi 48 XL                        | Navi 48 XL                        |
| 트랜지스터 (10억 개) | 트랜지스터 (10억 개)                  | 29.7                              | 53.9                              | 53.9                              | 53.9                              |
| 다이 면적            | 다이 면적                             | 199 mm2                           | 356.5 mm2                         | 356.5 mm2                         | 356.5 mm2                         |
| 코어                 | 스트림 프로세서                       | 2048                              | 3072                              | 3584                              | 4096                              |
| 코어                 | 텍스처 매핑 유닛                      | 128                               | 192                               | 224                               | 256                               |
| 코어                 | 렌더 출력 장치                        | 64                                | 96                                | 128                               | 128                               |
| 코어                 | 레이 가속기                           | 32                                | 48                                | 56                                | 64                                |
| 코어                 | AI 가속기                             | 64                                | 96                                | 112                               | 128                               |
| 코어                 | 게임 주파수 (GHz) 부스트 주파수 (GHz) | 2.53 3.13                         | 2.22 2.79                         | 2.07 2.52                         | 2.40 2.97                         |
| 컴퓨트 유닛          | 컴퓨트 유닛                           | 32                                | 48                                | 56                                | 64                                |
| 캐시                 | L0                                    | CU당 32KB                         | CU당 32KB                         | CU당 32KB                         | CU당 32KB                         |
| 캐시                 | L1                                    | Array당 128KB                     | Array당 128KB                     | Array당 128KB                     | Array당 128KB                     |
| 캐시                 | L2                                    | 4MB                               | 8MB                               | 8MB                               | 8MB                               |
| 캐시                 | L3                                    | 32MB                              | 64MB                              | 64MB                              | 64MB                              |
| 메모리               | 종류                                  | GDDR6 SDRAM                       | GDDR6 SDRAM                       | GDDR6 SDRAM                       | GDDR6 SDRAM                       |
| 메모리               | 용량                                  | 8GB 16GB                          | 12GB                              | 16GB                              | 16GB                              |
| 메모리               | 클럭 (Gb/s)                           | 20.1                              | 18                                | 20.1                              | 20.1                              |
| 메모리               | 대역폭 (GB/s)                         | 320                               | 432                               | 640                               | 640                               |
| 메모리               | 버스 너비                             | 128비트                           | 192비트                           | 256비트                           | 256비트                           |
| 필레이트             | 픽셀 (Gpx/s)                          | 200.3                             | 267.8                             | 322.6                             | 380.2                             |
| 필레이트             | 텍스처 (Gtex/s)                       | 400.6                             | 535.7                             | 564.5                             | 760.3                             |
| 처리 성능            | FP16 (TFLOPS)                         | 51.3                              | 68.6                              | 72.3                              | 97.3                              |
| 처리 성능            | FP32 (TFLOPS)                         | 25.6                              | 34.3                              | 36.1                              | 48.7                              |
| 처리 성능            | AI INT8 (TOPS)                        | 205                               | ?                                 | 289                               | 389                               |
| 처리 성능            | AI INT4 (TOPS)                        | 410                               | ?                                 | 578                               | 778                               |
| 인터페이스           | 호스트                                | PCIe 5.0 x16                      | PCIe 5.0 x16                      | PCIe 5.0 x16                      | PCIe 5.0 x16                      |
| 인터페이스           | 전원                                  | 1x 8핀                            | 2x 8핀                            | 2x 8핀                            | 2x 8핀                            |
| 인터페이스           | 디스플레이                            | 1x HDMI 2.1b, 3x DisplayPort 2.1a | 1x HDMI 2.1b, 3x DisplayPort 2.1a | 1x HDMI 2.1b, 3x DisplayPort 2.1a | 1x HDMI 2.1b, 3x DisplayPort 2.1a |
| TDP                  | TDP                                   | 150W (8GB) 160W (16GB)            | 220W                              | 220W                              | 304W                              |

1. ↑  이 제품은 중국에서만 공식 출시되었다.
2. ↑  픽셀 필레이트는 렌더 출력 장치(ROP) 수와 기본(또는 부스트) 코어 클럭 속도를 곱하여 계산된다.
3. ↑  텍스처 필레이트는 텍스처 매핑 유닛(TMU) 수와 기본(또는 부스트) 코어 클럭 속도를 곱하여 계산된다.
4. ↑  희소성 가속으로 인해 공식 발표 성능은 표시된 값의 2배입니다.
5. ↑  희소성 가속으로 인해 공식 발표 성능은 표시된 값의 2배입니다.

## 같이 보기
- 라데온 RX 5000 시리즈 – RDNA 아키텍처의 첫 구현
- 라데온 RX 6000 시리즈
- 라데온 RX 7000 시리즈 – 라데온 RX 9000 시리즈의 AMD의 이전 세대 (RDNA 3 기반)
- RDNA (마이크로아키텍처)
- RDNA 4 – RX 9000 시리즈에 사용된 마이크로아키텍처
- AMD 그래픽 처리 장치 목록
- 지포스 RTX 50 시리즈 – 유사한 시기에 출시된 경쟁 엔비디아 GPU 세대
- 아크 B 시리즈 – 유사한 시기에 출시된 경쟁 인텔 GPU 세대